# 모질라 메시징
모질라 메시징(Mozilla Messaging)은 비영리 단체인 모질라 재단이 지분을 소유한 영리적 자회사이다. 이는 규모가 커진 모질라 프로젝트 중 인스턴트 메시징이나 이메일 같은 대인 커뮤니케이션에 집중하기 위함으로, 모질라 재단에서 만든 이메일 클라이언트인 모질라 선더버드의 개발을 중심으로 하고 있다.
2007년에 모질라 프로젝트에서 떨어져 나왔으나, 2011년 4월 4일 모질라 재단의 그룹인 모질라 랩으로 합병되었다.